# Jan F. E. Buytaert
Jan F. E. Buytaert (Beveren, 25 augustus 1939 – Sint-Niklaas, 21 oktober 2011) was een kunstschilder, graficus en tekenaar uit het Waasland.

## Jeugd en opleiding
Jan Buytaert was een telg uit een gegoede familie. Hij was de zoon van dokter Emiel Buytaert en Marie-Louise de Moor. Hij studeerde schilderkunst en restauratie aan Sint-Lucas te Gent. Volgde les aan de Academie van Perugia en Athene, in Salzburg lithografie bij de graficus Slavi Soucek en het Nationaal Hoger Instituut te Antwerpen waar hij in 1968 laureaat werd. Zijn leraren waren Jos Hendrickx en Rik Slabbinck. 

## Situering
Buytaerts traditionele academische opleiding en het natuurgetrouwe weergeven van de werkelijkheid, evolueerde al snel naar werken die gerelateerd waren aan het magisch realisme en de nieuwe zakelijkheid. Zijn interesse in de cultuur van het Verre Oosten heeft zijn latere werk zoals aquarellen erg beïnvloed.
In 1962 volgde hij te Salzburg lessen aan de zomeracademie van Die Schule des Sehens door Oskar Kokoschka die tussen 1953 en 1964 georganiseerd werden. Vanaf 1980 was Buytaert de drijvende kracht achter Die Schule des Sehens in Vlaanderen, zoals op het Dommelhof in Neerpelt en de zomeracademie Oostende. Deze school onderscheidde zich van de traditionele klassen voor levend model door zeer kortstondige poses en modellen in beweging waarbij de daad van het zien ging ver uit boven het louter verwerven van vaardigheid. 
Onvermijdelijk voedde dit zijn fascinatie voor de oosterse kunst. Dit leidde, in 1996, tot een korte opleiding in de traditionele Chinese schilderkunst aan de Nationale Academie voor Schone Kunsten in China. Hij was sinds 1967 lid van de Koninklijke Wase Kunstkring (KWKK) en vanaf 1978 werd hij afgevaardigde van de kunstenaars. Hij nam deel aan de jaarlijkse tentoonstellingen.

## Persoonlijk
Jan Buytaert stond bekend als een artistiek flaneur, schuchter en sensibel. Hij was een gepassioneerd kunstverzamelaar en opdrachtgever. Als lesgever aan de Academie van Sint-Niklaas (SASK) werd hij geprezen om zijn pedagogische vaardigheden. Met zijn functie als secretaris van de Oudheidkundige Kring van het land van Waas, werd zijn gedreven inzet voor de bescherming van het kunsthistorisch patrimonium erg gewaardeerd. Het zorgde onder andere voor het behoud van de Egyptische Zaal van het Moerlandkasteel (Hospitaalstraat 19 te Sint-Niklaas), dat op 20 oktober 1976 een beschermd monument werd.

## Stichting Jan Buytaert
Zijn laatste wens was om van zijn 19e-eeuws herenhuis met tuin, zijn kunstcollectie en twee aangrenzende woningen, een kunstencentrum te maken. Na zijn overlijden in 2011 werd op 3 maart 2012 de Stichting Jan Buytaert opgericht, Apostelstraat 20 te Sint-Niklaas. 

## WARP onafhankelijk Kunstplatform
In zijn voormalige woonst is nu het hedendaags kunstplatform WARP Contempory Art Platform gevestigd dat in 2006 werd opgericht door curator en directeur Stef Van Bellingen. Hier wordt na een grondige renovatie zijn artistiek nalatenschap beheerd en tentoongesteld. WARP is ondertussen welbekend van stedelijke evenementen zoals o.a. Coup de Ville, een kunstparcours in Sint-Niklaas dat om de drie à vier jaar wordt georganiseerd.